# 多聚腺苷酸结合蛋白

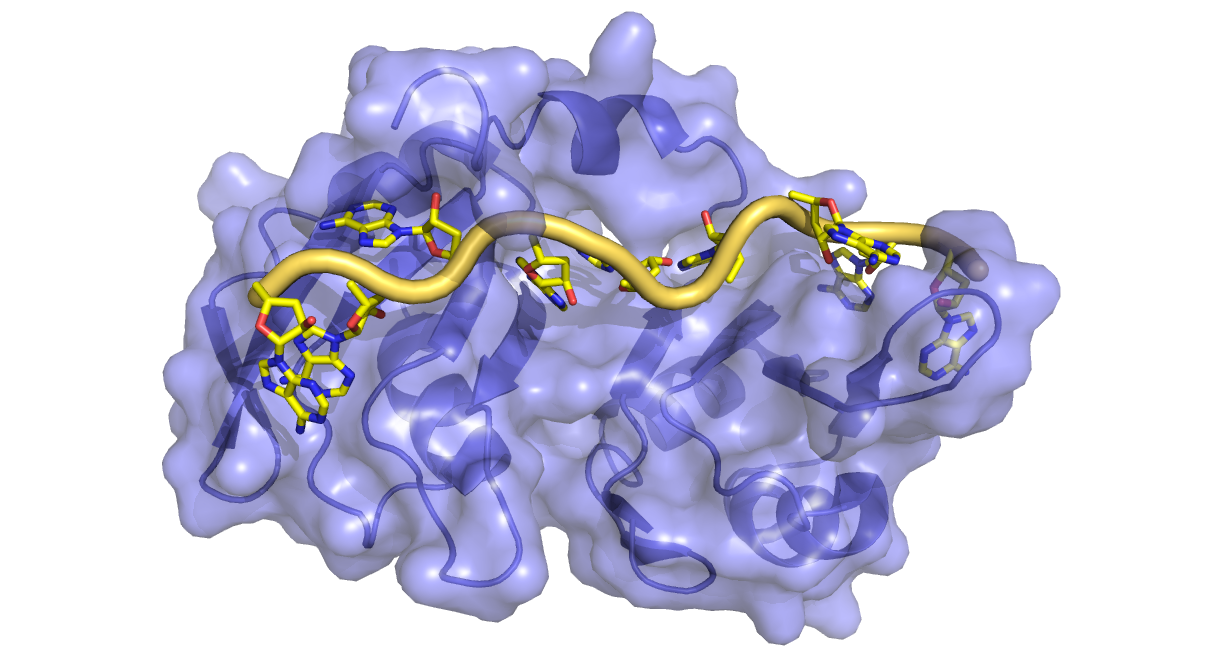
多聚腺苷酸结合蛋白（PABP）與mRNA的多腺苷酸尾結合示意圖

上圖：真核細胞中PABP和起始因子eIF4G結合促進mRNA的轉譯
下圖：輪狀病毒感染細胞時，病毒的NSP3蛋白和eIF4G結合，將PABP排除，抑制宿主mRNA的轉譯

多聚腺苷酸结合蛋白（Poly(A)-binding protein，簡稱PABP）是真核生物細胞中一類可與mRNA3端的多腺苷酸尾結合的蛋白質。多聚腺苷酸结合蛋白最早被發現的功能是保護mRNA不被水解，後續研究發現它還可與許多RNA序列與蛋白結合，參與許多其他基因表現機制。轉譯時起始時PABP結合多腺苷酸尾後，可和與mRNA5端結合的起始因子eIF4G結合，令mRNA形成一環狀結構，促進43S前起始複合物的結合以開始轉譯；轉譯終止時PABP可能與eRF3結合以促進終止；RNA干擾途徑中RNA誘導沉默複合體（miRISC）與mRNA的3'非轉譯區結合後，GW182可與PABP和CCR4-Not複合體結合，促進mRNA脫腺苷酸（deadenylation）。另外PABP也調控无义介导的mRNA降解（NMD）途徑，當PABP和終止密碼子距離接近時其可與釋放因子結合而維持mRNA的穩定，當mRNA中提早出現終止密碼子時，PABP與終止密碼子距離較遠，釋放因子改與Upf1結合以啟動NMD途徑，抑制轉譯並將mRNA降解。在細胞核中PABP參與多腺苷酸尾合成的反應，mRNA轉錄結束後，CPSF會與mRNA上的多腺苷酸尾信號和PABP、多聚腺苷酸聚合酶等蛋白結合，促進後者合成多腺苷酸尾，PABP可與新生成的多腺苷酸尾結合以保護mRNA不被降解。
胚胎發育早期細胞中尚無轉錄進行，只轉譯既有的mRNA，這些mRNA的多腺苷酸尾受到精密調控，有些mRNA會失去多腺苷酸尾而被降解，有些則mRNA則會在細胞質中由GLD-2等多聚腺苷酸聚合酶加上新的多腺苷酸尾，PABP也參與此過程，可與細胞質中mRNA上的多腺苷酸化複合體結合，促進多腺苷酸化進行。
單細胞真核生物一般僅有一種PABP；脊椎動物細胞質中有四種PABP，細胞核中則有一種（例如人類的PABP為PABPN1、PABPC1、PABPC3、PABPC4與PABPC5，人類的罕見疾病眼咽型肌营养不良（OPMD）即是PABPN1基因突變造成。）；阿拉伯芥細胞質中有八種PABP，細胞核中則有一種。
當細胞被輪狀病毒感染時，病毒的NSP3蛋白會與mRNA上的eIF4G結合，而阻止PABP與之結合，進而抑制宿主細胞mRNA的轉譯，而病毒自身的mRNA3端則可和NSP3結合，因而可正常轉譯。